# Johan Nordahl Brun

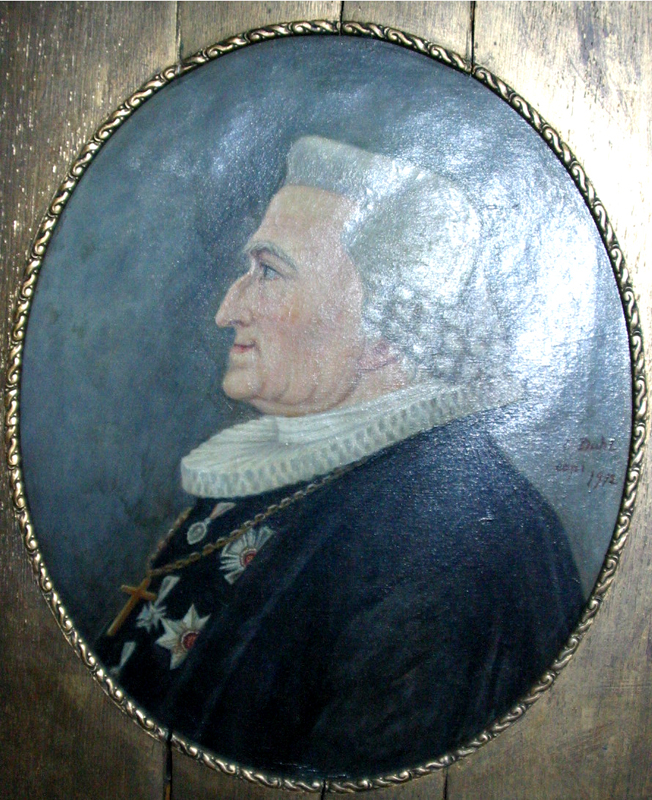
Johan Nordahl Brun

Johan Nordahl Brun (auch „Johan Nordal Brun“) (* 21. März 1745 in Byneset (jetzt Ortsteil von Trondheim); † 26. Juli 1816 in Bergen) war ein norwegischer lutherischer Bischof und Dichter.

## Jugend und Ausbildung
Seine Eltern waren der Kaufmann und spätere Landwirt Svend Busch Brun (1703–1784) und dessen zweite Frau Mette Catharina Nordal (1721–1790). Am 2. September 1773 heiratete er Ingeborg Lind (2. Februar 1746 – 7. August 1827), Tochter des Christen Erichsen Lind und dessen Frau Elen Svendsdatter Myhre.
Brun wuchs in ärmlichen Verhältnissen auf, erst in Byneset und ab dem vierten Lebensjahr in Klæbu. Zunächst arbeitete er in einem bäuerlichen Betrieb. Mit 12 Jahren wurde er Unteroffizier im Nordenfjeldske skiløperkorps. 1760 kam er an die Kathedralschule in Trondheim. Dort beeinflusste ihn der Lehrer in Geschichte Gerhard Schøning. Nach dem Examen artium und dem Annenexamen arbeitete er ab 1764 in Trondheim als Hauslehrer und betrieb Theologie im Selbststudium. 1767 legte er in Kopenhagen die theologische Staatsprüfung ab. Danach war er einige Jahre Lehrer in Trondheim.

## Der Dichter
In diesen Jahren versuchte er sich als Dichter auf verschiedenen Gebieten und verschiedenen Stilarten. 1768 gab er anonym eine kleine Komödie Jomfru Pecunia (Jungfrau Pecunia) heraus. Sein erstes größeres Werk war das moralisch-allegorische Lehrgedicht Religionens Reyse gjennom Forfængeligheds Land (Reise der Religion durch das Land der Nichtigkeit), das 1769 in Det Kongelige Norske Videnskabers Selskab vorgelesen wurde. 1770 schrieb er anlässlich der Rückkehr des Bischofs Johan Ernst Gunnerus von einer Reise nach Finnmark „Naturens Navnedag“ (Namenstag der Natur) in Anlehnung an Christian Braunmann Tullins Naturdichtung. Außerdem verfasste er anonym die Prosadichtung En øm Faders Betragtninger ved sin dødfødde Søns Liig-Sten (Eine der Betrachtungen eines Vaters über den Begräbnisstein seines totgeborenen Sohnes).
Brun wurde von Bischof Gunnerus als Sekretär und Bibliothekar der Wissenschaftlichen Gesellschaft angestellt. 1771 reiste er mit Gunnerus nach Kopenhagen und unterstützte ihn dort als Sekretär bei der Reformierung der dänischen Universität. Auch war er an den Plänen des Bischofs zur Gründung einer eigenen norwegischen Universität beteiligt. Zum Jahreswechsel 1771/1772 schrieb er das patriotische Trinklied For Norge Kiempers Fødeland (Für Norwegen, das Vaterland der Kämpfer). Das Lied wurde von der dänischen Obrigkeit missbilligt, wurde aber bald unter den norwegischen Studenten in Kopenhagen populär.
Wegen seiner mangelnden Deutschkenntnisse musste Brun seine Sekretärstelle aufgeben. So betätigte er sich als Dramatiker. Im Februar gewann er den Preis in der Konkurrenz um die erste dänische Original-Tragödie mit dem Stück Zarine, die er Gunnerus gewidmet hatte. Sie wurde am 24. Februar 1772 mit Erfolg uraufgeführt. Dieser Erfolg wurde von den norwegischen Studenten gefeiert und führte einige Monate später zur Gründung der „Norske Selskab“ (Norwegische Gesellschaft) in Kopenhagen. Zarine ist ein Liebesdrama in alexandrinischem Versmaß nach französisch-klassischen Muster nach dem Vorbild der Tragödien Voltaires. Mit diesem Stil wurde er zur Zielscheibe Johan Herman Wessels in dessen Parodie Kierlighed uden Strømper (Liebe ohne Stümpfe).
Nach der Tragödie Zarine wurde er von der dänischen Theaterleitung aufgefordert, eine weitere Tragödie, diesmal mit Stoff aus der norwegischen Geschichte, zu schreiben. Vier Monate später lieferte er die Tragödie Einer Tambeskielver ab. Die Form war die gleiche wie bei Zarine, aber der Stoff war von Snorri Sturluson entnommen. Das Stück wurde abgelehnt, weil in der dänischen Presse eine aggressive national-norwegische Tendenz ausgemacht worden war, die auf Widerstand stieß. Die Tendenz wird heute eher ambivalent gesehen: Treue gegenüber dem König und Liebe zum norwegischen Vaterland, welches die Dänen lediglich als dänische Provinz sahen. Diese doppelte Bindung blieb für Brun zeitlebens charakteristisch. In seiner Schrift Til Nordmænd om Troeskab mod Kongen og Kierlighed til Fædrenelandet. I Anledning Einer Tambeskiælver (An die Norweger über Königstreue und Vaterlandsliebe. Aus Anlass von Einer Tambeskiælver) wies er die Kritik der dänischen Journalisten zurück. Darin betonte er, dass die Königstreue der Norweger echt sei. Den Unterschied zwischen Norweger und Dänen führte er mit Montesquieu auf die klimatischen und natürlichen Bedingungen in den beiden Ländern zurück: Das kältere Klima erzeuge härtere Menschen. Separatistische Bestrebungen lagen zeit seines Lebens außerhalb seiner Gedankenwelt.
Nach 1772, er war nun Pfarrer geworden, schrieb er im Wesentlichen Kirchenlieder und Gedichte. Ein Höhepunkt ist sein Osterpsalm Jesus lever, Graven brast (Jesus lebt, das Grab barst) aus den Evangeliske Sange (Evangelische Gesänge) (1786). Auch seine profanen Gedichte in Mindre dikte (Kleinere Gedichte) (1791) waren durch besondere Anschaulichkeit geprägt. Das Gedicht Jeg tog min nystemte Cithar i Hænde (Ich nahm meine neugestimmte Zither in die Hände) ist ein gutes Beispiel dafür. In vielen Gedichten finden sich nationale Motive, die norwegische Natur im Winter und die Freude, Ski und Schlittschuhe zu benutzen. Seine letzte große poetische Arbeit Jonathan (1796) ist ein umfangreiches Epos in alexandrinischen Versen mit einem biblischen Stoff. Es war Israel und den Juden in allen Ländern gewidmet. Das Gedicht hatte zwar keinen Erfolg, wurde sogar von der Kritik verrissen, aber Brun hielt es für sein Hauptwerk.

## Politische Einstellung
1791 übernahm er den Stoff von Einer Tambeskiælver in das Singspiel Endres og Sigrids Brøllop, in dem die beiden Hauptfiguren die Vereinigung von Norwegen und Dänemark allegorisch darstellen sollen. Obgleich an seiner Loyalität zum König kein Zweifel bestand, kam er in gewisse Schwierigkeiten, als ohne sein Wissen sein Lied For Norge, Kæmpers Fødeland 1785 in Kristiansand gedruckt und in Trondheim verbreitet wurde. Möglicherweise war dies der Grund, warum er sich in dieser Zeit nicht der Bewegung für die Gründung einer national-norwegischen Universität anschloss. Er wollte alles vermeiden, was den Anschein separatistischen Gedankengutes erwecken könnte. Seine Schrift Fornuftig Kjærlighed til Fædrenelandet (Vernünftige Vaterlandsliebe) (1788) und seine Aufsätze in dem reaktionären Blatt Folkevennen lassen darauf schließen.
Die weiteren Stücke, die er in den 90er Jahren schrieb, waren bürgerliche Komödien in der Tradition Ludvig Holbergs. Darin zeigt sich die konservative, paternalistische und antirevolutionäre Haltung Bruns. Das kommt am deutlichsten in Republikken paa Øen (Die Republik auf der Insel) von 1793 zum Ausdruck. Darin stellt er dar, dass das Gleichheitsideal unrealistisch sei. Nur eine strenge Gesellschaftsordnung könne Frieden und Freiheit sichern.
Brun verteidigte in allem die Legitimität der Königsmacht und hielt den dänischen Absolutismus für die beste Regierungsform. Er wandte sich 1814 mit aller Macht dagegen, eine Union mit Schweden einzugehen. Solange die Aussicht bestand, das Christian Friedrich in Norwegen König werden konnte, huldigte er dem dänischen Prinzen als „unseres Norwegens ersten Mann“. Es gelang ihm, dass die Repräsentanten Bergens im ersten außerordentlichen Storting gegen die Union mit Schweden stimmten. Als die Union vollzogen war, akzeptierte er die Lage, hatte aber keine Freude an der neuen demokratischen Verfassung. Zunächst fürchtete er, dass ihn Prinz Karl Johann wegen seiner offenkundig antischwedischen Agitation vor der Sitzung des außerordentlichen Stortings absetzen würde. Aber Karl Johann kam durch die Delegierten von Bergen bald zu einem Verständnis für die Haltung Bruns, erkannte dessen große Bedeutung und gewann ihn sogar bald als Anhänger, so dass er ihm einen Orden verlieh. Brun trat mit den schwedischen Großen in einen Briefwechsel und wurde von allen geachtet.
In der Entwicklung der norwegischen Identität spielte Brun eine bedeutende Rolle. Er wurde oft mit den kraftvollen Persönlichkeiten Bjørnstjerne Bjørnson und Grundtvig in eine Reihe gestellt. Die neuere Forschung betont stärker das Gegensätzliche in seiner Dichtung und in seinen polemischen Schriften. Der dort zu findende Drang zur Selbstbehauptung sei nicht das gleiche gewesen, was später mit dem Begriff „Nationalismus“ verbunden worden sei, sondern sei eher ein Patriotismus gewesen, der sich auf die regionalen Wurzeln bezogen habe und stolz auf die norwegische Eigenart und Geschichte gewesen sei.

## Der geistliche Werdegang

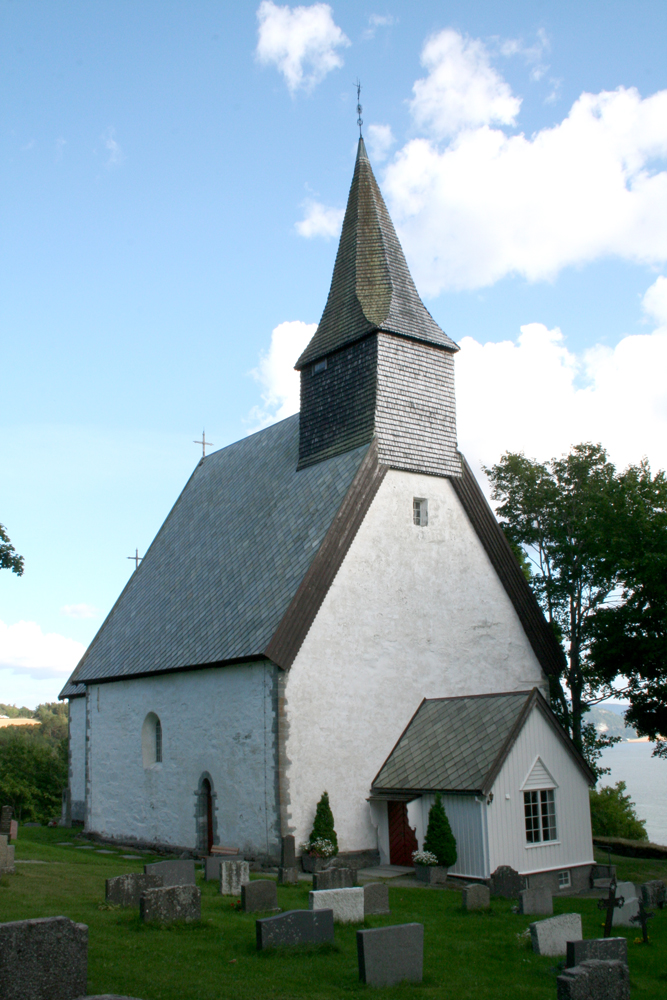
Kirche von Byneset

Am 29. Oktober 1772 wurde Brun zum residierenden Kaplan in Byneset ernannt und am 14. April 1774 wurde er Pfarrer an der Kreuzkirche zu Bergen. Hier widmete er sich der Seelsorge und war ein durchaus streitbarer Geistlicher, wenn er meinte, dass die Kirche oder die Schwachen nicht zu ihrem Recht kamen. Er verteidigte nun auch die Rechte des Bistums. 1793 wurde er Stiftspropst. Als der residierende Bischof Ole Irgens 1797 erblindete, wurde er mit der Wahrnehmung der bischöflichen Aufgaben betraut, erhielt 1803 den Titel und Rang eines Bischofs und übernahm nach dem Tode von Irgens im gleichen Jahr am 6. Januar 1804 das Bistum Bergen.
Als Bischof engagierte er sich sehr in der praktischen Arbeit und unternahm viele Visitationsreisen, zum Teil in Gegenden, in die noch nie ein Bischof gekommen war, zum Beispiel Jostetal. Er bemühte sich sehr um die christliche Verkündigung. Er setzte dem Aufklärungschristentum und dem sich ausbreitenden Deismus einen stark verinnerlichten Glauben an den Christus der Bibel entgegen. Er verachtete die Passivität und Selbstbespiegelung des Pietismus. Gleichwohl hatte er als einer der wenigen Geistlichen durchaus Nachsicht mit der Haltung des Laienpredigers Hans Nielsen Hauge. Überhaupt war er im persönlichen Umgang tolerant und hatte ständigen Umgang mit dem Freidenker Peter Andreas Heiberg, als dieser sich in Bergen aufhielt. 1785 verfasste er die Schrift Vore gamle Kirkeskikke forsvarede mod Hr. Confessionarius og Doktor Bastholm (Verteidigung unseres alten Kirchenbrauchs gegen Herrn Confessionarius und Doktor Bastholm), in der er die alte Liturgie gegen rationalistische Reformen des Gottesdienstes verteidigte. Sein Glaube war eng mit seinem Patriotismus verbunden. 1815 wurde er als Ehrenmitglied in die Evangelische Gesellschaft in Stockholm aufgenommen. In seinen letzten Lebensjahren arbeitete er für die Errichtung einer norwegischen Bibelgesellschaft, deren Gründung er noch erlebte.
Brun war ein großer Redner in seiner Zeit und hielt seine Predigtsammlung Hellige Taler (Heilige Reden)(1797–1798 und 1805) für sein geistliches Testament. Seine Verwendung biblischer Texte führte die traditionelle Auslegung weiter und stand im Gegensatz zur Forderung der Aufklärung nach einer wissenschaftlichen Bibelauslegung.

## Ehrungen
Brun wurde wegen des Vertrauens des Königs in seine unverbrüchliche Loyalität 1810 Ritter und 1812 Kommandeur des Dannebrog-Ordens, 1813 Dannebrogsmann, 1815 geistliches Mitglied des Nordstern-Ordens und am Tage nach seinem Tode Kommandeur dieses Ordens. Nach seinem Tod ließ Kronprinz Karl Johan im Dom von Bergen ein Denkmal für ihn errichten.

## Werke
- Jomfru Pecunia (Jungfrau Pecunia), anonym. Kopenhagen 1768
- Naturens Navnedag (Namenstag der Natur), 1770
- Zarine. Et Sørgespil i fem Optog ved ohan Nordahl Brun (Zarine. Eine Tragödie in fünf Akten von Johan Nordahl Brun), Kopenhagen 1772
- Einer Tambeskielver, Oslo 1945.
- Til Nordmænd om Troeskab mod Kongen og Kierlighed til Fædrenelandet. I Anledning Einer Tambeskiælver (An die Norweger über Königstreue und Vaterlandsliebe. Aus Anlass von Einer Tambeskiælver), Trondheim 1773
- Vore gamle Kirkeskikke forsvarede mod Hr. Confessionarius og Doktor Bastholm (Verteidigung unseres alten Kirchenbrauchs gegen Herrn Confessionarius und Doktor Bastholm), 1785
- Tanker om Norges Odelsret (Gedanken über Norwegens Odels-Recht. 1788
- Endres og Sigrids Brøllop. Et Syngestykke i tre Handlinger (Die Hochzeit von Endres und Sigrid. Ein Singspiel in drei Akten), Kopenhagen 1791
- Republikken paa Øen. Et Skuespil i Fem Handlinger Die Republik auf der Insel. Ein Schauspiel in fünf Akten), Bergen 1793
- Evangeliske Sange over Høimessetexter (Evangelische Gesänge über Texte der Hochmesse), Bergen 1786
- Hellige Taler (Heilige Reden) 1–2, 1797–98
- Samling af Johan Nordahl Bruns Mindre Digte (Sammlung von Johan Nordahl Bruns kleineren Gedichten), Kopenhagen 1791